# Аз изповядвам
„Аз изповядвам“ (на английски: I Confess) е американски игрален филм – психологически трилър, излязъл по екраните през 1953 година, режисиран от Алфред Хичкок с участието на Монтгомъри Клифт, Ан Бакстър и Карл Молдън. Сценарият, написан от Джордж Табори и Уилям Арчибалд, се базира на пиесата „Nos deux consciences“ („Нашите две съвести“) от 1902 г. на френския драматург Пол Антелм.

## Сюжет
Внимание:  Текстът по-долу разкрива сюжета на произведението (или части от него)!
Действието на филма се развива в Квебек. В църквата, в която служи отец Логан (Монтгомъри Клифт), работи Ото Келер (Ото Хасе) – емигрант от Германия. Веднъж късно вечерта Келер се появява в църквата силно възбуден и моли отец Логан да го изповяда. По време на изповедта той признава, че преоблечен като свещеник, е убил известния адвокат Вилет (Овила Легаре) и го е ограбил.
Очевидец разпознава свещеника като убиеца и подозрението на полицията пада върху отец Логан, но тайната на изповедта не му позволява да говори – дори в собствена защита, когато многобройните улики го сочат като основен заподозрян...

## В ролите
| Актьор           | Роля                    |
| ---------------- | ----------------------- |
| Монтгомъри Клифт | отец Майкъл Логан       |
| Ан Бакстър       | Рут Грандфорт           |
| Карл Молдън      | инспектор Ларю          |
| Брайън Еърн      | прокурор Уили Робертсън |
| Роджър Дан       | Пиер Грандфорт          |
| Доли Хас         | Алма Келер              |
| Ото Хасе         | Ото Келер               |
| Чарлз Андре      | отец Милърс             |
| Джедсън Прат     | детектив Мърфи          |
| Овила Легаре     | адвокат Вилет           |
| Жил Пелетие      | отец Беноа              |

## Камео на Алфред Хичкок
Алфред Хичкок се появява в камео роля във филма – минава по горната площадка на стълбището.

## Награди и номинации
| Награди                               | Награди            | Награди       | Награди   |
| Награда                               | Категория          | Име           | Резултат  |
| ------------------------------------- | ------------------ | ------------- | --------- |
| Награди на Кинофестивала в Кан – 1953 | награда „Гран При“ | Алфред Хичкок | номинация |